# Eudalia
Eudalia is een geslacht van kevers uit de familie van de loopkevers (Carabidae). De wetenschappelijke naam van het geslacht is voor het eerst geldig gepubliceerd in 1868 door Castelnau.

## Soorten
Het geslacht Eudalia omvat de volgende soorten:
- Eudalia atrata Baehr, 2005
- Eudalia castelnaui Sloane, 1910
- Eudalia femorata Baehr, 2005
- Eudalia latipennis (Macleay, 1864)
- Eudalia liebherri Baehr, 2006
- Eudalia macleayi Bates, 1871
- Eudalia minor Baehr, 2005
- Eudalia obliquiceps Sloane, 1917
- Eudalia punctipennis Baehr, 2005
- Eudalia reticulata Baehr, 2005
- Eudalia tamborineae Baehr, 2009
- Eudalia waterhousei Castelnau, 1867